# Symplocos cerasifolia
Symplocos cerasifolia är en tvåhjärtbladig växtart som beskrevs av Nathaniel Wallich. Symplocos cerasifolia ingår i släktet Symplocos och familjen Symplocaceae. Utöver nominatformen finns också underarten S. c. grandifolia.